# 부산영도경찰서
부산영도경찰서(釜山影島警察署, Busan Yeongdo Police Station)는 부산광역시경찰청이 관할하는 경찰서 중 하나이다. 부산광역시 영도구 일대를 관할한다. 부산광역시 영도구 태종로 46 (대교동1가)에 위치하고 있다.
서장은 총경으로 보한다.

## 연혁
- 1924년 3월 1일: '수상경찰서' 설치
- 1947년 10월 8일: 영도구 대교동 4가 64번지로 이전
- 1957년 7월 26일: '영도경찰서'로 명칭 변경
- 1958년 3월 25일: (구) 청사 준공
- 1988년 12월 15일: 청사 이전 준공 (부산광역시 영도구 태종로 46)
- 2001년 12월 27일: '부산영도경찰서'로 명칭 변경

## 관할 지구대·파출소
| 명칭       | 사진 | 주소                       | 관할구역                                             | 치안센터                                |
| ---------- | ---- | -------------------------- | ---------------------------------------------------- | --------------------------------------- |
| 청학파출소 |      | 태종로 395 (청학동)        | 청학동                                               | 청학1치안센터                           |
| 대교파출소 |      | 태종로 81 (대교동2가)      | 대교동, 봉래동1·2·4·5가, 봉래동3가 일부, 영선동 일부 | 봉래치안센터                            |
| 영선지구대 |      | 남항시장길 328 (영선동2가) | 남항동, 신선동, 대평동, 영선동 일부, 봉래동3가 일부  | 영선2치안센터 남항치안센터 신선치안센터 |
| 동삼지구대 |      | 태종로 618 (동삼동)        | 동삼동                                               | 동삼2치안센터 동삼3치안센터             |

## 같이 보기
- 부산광역시지방경찰청